# México nos Jogos Olímpicos de Inverno de 2010
O México participou dos Jogos Olímpicos de Inverno de 2010, realizados na cidade de Vancouver, no Canadá. Foi a sétima aparição do país em Olimpíadas de Inverno, onde esteve representado por Hubertus von Hohenlohe no esqui alpino.

## Desempenho

### Esqui alpino
Masculino
| Atleta                 | Evento         | 1ª corrida | 2ª corrida | Total   | Pos. |
| ---------------------- | -------------- | ---------- | ---------- | ------- | ---- |
| Hubertus von Hohenlohe | Slalom         | 1:02.09    | 1:05.69    | 2:07.78 | 46°  |
| Hubertus von Hohenlohe | Slalom gigante | 1:34.50    | 1:36.97    | 3:11.47 | 78°  |

Legenda
| Recorde mundial      | Recorde mundial (World record)               |                       | Recorde africano                      | Recorde africano (African) |                                           | Q | Classificado por posição (Qualified) |
| Recorde olímpico     | Recorde olímpico (Olympic record)            | Recorde da América    | Recorde da América (Americas)         | q                          | Classificado por melhor tempo (Qualified) |   |                                      |
| Melhor marca do ano  | Melhor marca do ano (World leading)          | Recorde asiático      | Recorde asiático (Asian)              | DNS                        | Não largou (Did not start)                |   |                                      |
| Recorde nacional     | Recorde nacional (National record)           | Recorde europeu       | Recorde europeu (European)            | DNF                        | Não terminou (Did not finish)             |   |                                      |
| Recorde pessoal      | Recorde pessoal do atleta (Personal best)    | Recorde da Oceania    | Recorde da Oceania (Oceania)          | DSQ / DQ                   | Desclassificado (Disqualified)            |   |                                      |
| Recorde da temporada | Recorde da temporada do atleta (Season best) | Recorde sul-americano | Recorde sul-americano (South America) | NM                         | Sem marca (No mark)                       |   |                                      |